# Ssaki krytycznie zagrożone
Ssaki krytycznie zagrożone – gatunki zwierząt zaliczanych do gromady ssaków uznane przez Międzynarodową Unię Ochrony Przyrody i Jej Zasobów za krytycznie zagrożone wyginięciem.
W Czerwonej Księdze IUCN (edycja 2014)
na 4856 zbadanych gatunków ssaków (Mammalia) – spośród 5416 znanych nauce – 1093 gatunki uznano za zagrożone wyginięciem, co stanowi 23% z ogólnej liczby objętych analizą IUCN, z czego w poszczególnych kategoriach:
| CR | krytycznie zagrożone | 203 | 15% |
| EN | zagrożone            | 505 | 32% |
| VU | narażone             | 536 | 53% |

W kategorii CR (critically endangered) znalazły się 203 gatunki. Liczebność wielu z nich nie jest znana ze względu na prowadzony – często podziemny – tryb życia. Niektóre gatunki poznano na podstawie zaledwie kilku, a nawet jednego odkrytego osobnika. W wielu przypadkach zasięg występowania populacji gatunku jest ograniczony do jednego, niewielkiego obszaru.
W wykazie nie uwzględniono podgatunków, np. lew (Panthera leo) klasyfikowany jest w kategorii VU, natomiast populacja podgatunku lew azjatycki (Panthera leo persica) licząca w 2005 ok. 360 osobników jest zaliczana do kategorii CR. Podobnie wygląda sytuacja niewielkiej populacji lamparta amurskiego (Panthera pardus orientalis) i goryla górskiego (Gorilla beringei beringei).
Sortowanie alfabetyczne przyciskami w nagłówkach kolumn
| Nazwa systematyczna               | Nazwa zwyczajowa                                                                                      | Rodzina              | Występowanie | Szacowana liczba osobników | Grafika |
| --------------------------------- | --- | -------------------- | --- | --- | ------- |
| Abrocoma boliviensis              | szynszyloszczur boliwijski                                                                            | szynszyloszczurowate | Boliwia (teren miasta Comarapa) | |         |
| Addax nasomaculatus               | adaks pustynny                                                                                        | wołowate             | Mauretania, Niger, Czad | 30-90 |         |
| Ailurops melanotis                | kuskusiec reliktowy                                                                                   | pałankowate          | Indonezja (wyspa Salibabu) | |         |
| Aproteles bulmerae                | owocojadek jaskiniowy                                                                                 | rudawkowate          | Papua-Nowa Gwinea | 137-160 |         |
| Ateles hybridus                   | czepiak brązowy                                                                                       | czepiakowate         | Kolumbia, Wenezuela | |         |
| Axis kuhlii                       | aksis baweański                                                                                       | jeleniowate          | Indonezja (wyspa Bawean) | 200-500 |         |
| Beatragus hunteri                 | hirola okularowa, antylopa Huntera                                                                    | wołowate             | Kenia, Somalia | 200-250 |         |
| Bettongia penicillata             | kanguroszczurnik pędzloogonowy, kanguroszczur                                                         | kanguroszczurowate   | zachodnia Australia | 12 000-18 000 |         |
| Biswamoyopterus biswasi           | nocowiórek latający                                                                                   | wiewiórkowate        | Indie (region Arunachal Pradesh) | |         |
| Bos sauveli                       | kuprej azjatycki                                                                                      | wołowate             | Kambodża, Laos | poniżej 50 |         |
| Brachyteles arachnoides           | muriki pajęczy, muriki szary                                                                          | czepiakowate         | Brazylia | 1100-1200 |         |
| Brachyteles hypoxanthus           | muriki północny                                                                                       | czepiakowate         | Brazylia | 1000 |         |
| Bradypus pygmaeus                 | leniwiec karłowaty                                                                                    | leniwcowate          | Panama (wyspa Escudo de Veraguas) | |         |
| Bubalus mindorensis               | wół mindorski                                                                                         | wołowate             | Filipiny (wyspa Mindoro) | 220-300 |         |
| Bunolagus monticularis            | zajęczak buszmeński                                                                                   | zającowate           | Południowa Afryka | 157-207 |         |
| Burramys parvus                   | drzewnica górska                                                                                      | drzewnicowate        | południowo-wschodnia Australia | 2250 |         |
| Callicebus barbarabrownae         | titi jasnowłosy                                                                                       | sakowate             | Brazylia | 260 |         |
| Camelus ferus                     | wielbłąd dwugarbny (dziki)                                                                            | wielbłądowate        | północno-zachodnie Chiny, południowo-zachodnia Mongolia                                                                                   | 950 |         |
| Canis rufus                       | wilk rudy                                                                                             | psowate              | Stany Zjednoczone (Karolina Północna) | 20-30 |         |
| Cavia intermedia                  | kawia pośrednia                                                                                       | kawiowate            | Brazylia (wyspa Moleques do Sul) | 24-60 |         |
| Cebus aequatorialis               | kapucynka równikowa                                                                                   | płaksowate           | Ekwador, Peru | |         |
| Cebus kaapori                     | kapucynka reliktowa                                                                                   | płaksowate           | Brazylia | |         |
| Cebus trinitatis                  | kapucynka trynidadzka                                                                                 | płaksowate           | Trynidad i Tobago (wyspa Trynidad) | 61 |         |
| Cercopithecus roloway             | koczkodan mnisi                                                                                       | koczkodanowate       | Wybrzeże Kości Słoniowej, Ghana | poniżej 2000 |         |
| Cheirogaleus sibreei              | lemurek malgaski                                                                                      | lemurkowate          | Madagaskar (teren Parku Narodowego Ranomafana i miasta Tsinjoarivo)                                                                       | |         |
| Chiropotes satanas                | szatanka czarna, szatanka, czuprynek szataniec                                                        | sakowate             | Brazylia (wschodnia Amazonia) | |         |
| Coleura seychellensis             | pochewnik seszelski                                                                                   | upiorowate           | Seszele | 50-100 |         |
| Colobus vellerosus                | gereza niedźwiedzia                                                                                   | koczkodanowate       | Benin, Wybrzeże Kości Słoniowej, Ghana, Togo, Nigeria (prawdopodobnie), w Burkinie Faso prawdopodobnie wymarła                            | |         |
| Congosorex phillipsorum           | kongoryjek tanzański                                                                                  | ryjówkowate          | Tanzania (Park Narodowy Gór Udzungwa) | |         |
| Cremnomys elvira                  | grzebacznik duży                                                                                      | myszowate            | Indie (stan Tamilnadu) | bardzo mała (12 osobników zaobserwowanych w 2014 r.) |         |
| Crocidura andamanensis            | zębiełek andamański                                                                                   | ryjówkowate          | Indie (wyspa Andaman Południowy) | |         |
| Crocidura harenna                 | zębiełek eremicki                                                                                     | ryjówkowate          | południowa Etiopia | stosunkowo częsty w swoim środowisku życia |         |
| Crocidura jenkinsi                | zębiełek archipelagowy                                                                                | ryjówkowate          | Indie (wyspa Andaman Południowy) | |         |
| Crocidura nicobarica              | zębiełek nikobarski                                                                                   | ryjówkowate          | Indie (wyspa Wielki Nikobar) | |         |
| Crocidura trichura                | zębiełek bożonarodzeniowy                                                                             | ryjówkowate          | Australia (Wyspa Bożego Narodzenia) | poniżej 200 |         |
| Crocidura wimmeri                 | zębiełek zaginiony                                                                                    | ryjówkowate          | Wybrzeże Kości Słoniowej | rzadki |         |
| Cryptochloris wintoni             | skrytokret wydmowy                                                                                    | złotokretowate       | Afryka Południowa (Prowincja Przylądkowa Północna)                                                                                        | bardzo rzadki |         |
| Cryptotis nelsoni                 | skrytouszka wulkaniczna                                                                               | ryjówkowate          | Meksyk (stan Veracruz) | |         |
| Ctenomys osvaldoreigi             | tukotuko kordobański                                                                                  | tukotukowate         | Argentyna (prowincja Cordoba) | jedna, bardzo mała populacja |         |
| Ctenomys roigi                    | tukotuko parański                                                                                     | tukotukowate         | Argentyna (prowincja Corrientes, wybrzeże rzeki Parana)                                                                                   | |         |
| Ctenomys sociabilis               | tukotuko gromadny                                                                                     | tukotukowate         | Argentyna (prowincja Neuquen) | |         |
| Dasyprocta mexicana               | aguti meksykański                                                                                     | agutiowate           | Meksyk, introdukowany na Kubie | prawdopodobnie rzadki |         |
| Dendrolagus mayri                 | drzewiak samotny                                                                                      | kangurowate          | Indonezja (prowincja Papua) | 40 |         |
| Dendrolagus pulcherrimus          | drzewiak złotogrzbiety                                                                                | kangurowate          | Indonezja, Papua-Nowa Gwinea | 500 |         |
| Dendrolagus scottae               | drzewiak stokowy                                                                                      | kangurowate          | Papua-Nowa Gwinea | 200 |         |
| Dendromus kahuziensis             | nadrzewnik wąwozowy                                                                                   | malgaszomyszowate    | wschodnia Demokratyczna Republika Konga                                                                                                   | gatunek poznany na podstawie dwóch osobników, prawdopodobnie rzadki |         |
| Dicerorhinus sumatrensis          | nosorożec sumatrzański                                                                                | nosorożcowate        | Indonezja, w Malezji prawdopodobnie wymarły                                                                                               | poniżej 80 |         |
| Diceros bicornis                  | nosorożec czarny                                                                                      | nosorożcowate        | Afryka Subsaharyjska | 4880 |         |
| Dipodomys gravipes                | szczuroskoczek zaginiony                                                                              | karłomyszowate       | Meksyk (stan Kalifornia Dolna) | 0-49, możliwe wymarcie |         |
| Dobsonia chapmani                 | gołogrzbietek negroski                                                                                | rudawkowate          | Filipiny | |         |
| Dorcopsis atrata                  | kangurowiec czarny                                                                                    | kangurowate          | Papua-Nowa Gwinea (wyspa Goodenough) | częsty w swoim środowisku życia |         |
| Equus africanus                   | osioł nubijski, osioł afrykański, osioł dziki                                                         | koniowate            | Etiopia, Erytrea, w Somalii, Dżibuti, Egipcie i Sudanie występowanie niepewne                                                             | 23-200 |         |
| Eudiscoderma thongareeae          | | lironosowate         | południowa Tajlandia | gatunek poznany na podstawie trzech osobników, ekstremalnie rzadki |         |
| Eulemur cinereiceps               | lemuria szarogłowa                                                                                    | lemurowate           | południowo-wschodni Madagaskar | maksymalnie 7265±2268 osobników |         |
| Eulemur flavifrons                | lemuria błękitnooka                                                                                   | lemurowate           | północno-zachodni Madagaskar | 1000 |         |
| Eulemur mongoz                    | lemuria manguścia                                                                                     | lemurowate           | północno-zachodni Madagaskar, Komory | |         |
| Gorilla beringei                  | goryl wschodni                                                                                        | człowiekowate        | wschodnia Demokratyczna Republika Konga, północno-wschodnia Rwanda, południowo-wschodnia Uganda                                           | 2600 |         |
| Gorilla gorilla                   | goryl zachodni                                                                                        | człowiekowate        | Angola (Kabinda), Kamerun, Republika Środkowoafrykańska, Kongo, Gwinea Równikowa, Gabon, Nigeria, zachodnia Demokratyczna Republika Konga | 95 250-95 300 |         |
| Gyldenstolpia fronto              | szczurzec norowy                                                                                      | chomikowate          | Argentyna (prowincja Chaco) | gatunek poznany na podstawie czterech skamieniałości i hologramu, prawdopodobnie wymarły                                                                                                  |         |
| Gymnobelideus leadbeateri         | lotopałanik dziuplowy                                                                                 | lotopałankowate      | Australia (stan Wiktoria) | 1100-2500 |         |
| Habromys chinanteco               | meksykomysz leśna                                                                                     | chomikowate          | Meksyk (stan Oaxaca) | |         |
| Habromys ixtlani                  | meksykomysz reliktowa                                                                                 | chomikowate          | Meksyk (stan Oaxaca) | rzadka |         |
| Habromys lepturus                 | meksykomysz skąpoogonowa                                                                              | chomikowate          | Meksyk (stan Oaxaca) | rzadka |         |
| Habromys schmidlyi                | meksykomysz samotna                                                                                   | chomikowate          | Meksyk (stany Guerrero i Meksyk) | trudna do zaobserwowania |         |
| Habromys simulatus                | meksykomysz stokowa                                                                                   | chomikowate          | Meksyk (pasmo górskie Sierra Madre Wschodnia, stany Hidalgo i Veracruz)                                                                   | poniżej 50 |         |
| Hapalemur alaotrensis             | maki trzcinowy                                                                                        | lemurowate           | Madagaskar (pobrzeże jeziora Alaotra) | 2500 |         |
| Hapalemur aureus                  | maki złoty, maki złocisty                                                                             | lemurowate           | południowo-wschodni Madagaskar | 630 |         |
| Heterogeomys lanius               | taltuza wielka                                                                                        | gofferowate          | Meksyk (stan Veracruz) | |         |
| Hipposideros hypophyllus          | płatkonos podliściowy                                                                                 | płatkonosowate       | Indie (stan Karnataka) | 150-200 |         |
| Hipposideros lamottei             | płatkonos pieczarowy                                                                                  | płatkonosowate       | Gwinea (góra Nimba) | gatunek poznany na podstawie 6 osobników |         |
| Indri indri                       | indris krótkoogonowy, indrys, babakoto                                                                | indrisowate          | wschodni Madagaskar | 1 000-10 000 |         |
| Lagothrix flavicauda              | wełnik żółtoogonowy                                                                                   | czepiakowate         | Peru (regiony San Martín i Amazonas) | 1 000-10 000 |         |
| Lagothrix lugens                  | wełniak kolumbijski                                                                                   | czepiakowate         | Kolumbia | poniżej 250 |         |
| Lasiorhinus krefftii              | wombatowiec szorstkowłosy, wombat australijski, wombat szorstkonosy Kreffta, wombat północny          | wombatowate          | Australia (stan Queensland) | 115 |         |
| Leontopithecus caissara           | marmozeta czarnolica                                                                                  | pazurkowcowate       | Brazylia (stany São Paulo i Parana) | 183 |         |
| Lepilemur fleuretae               | lepilemur samotny                                                                                     | lepilemurowate       | południowo-wschodni Madagaskar | |         |
| Lepilemur jamesorum               | lepilemur większy                                                                                     | lepilemurowate       | południowo-wschodni Madagaskar | 1386 |         |
| Lepilemur sahamalazensis          | lepilemur zmienny                                                                                     | lepilemurowate       | Madagaskar (Park Narodowy Sahamalaza) | 3000 |         |
| Lepilemur septentrionalis         | lepilemur północny                                                                                    | lepilemurowate       | północny Madagaskar | poniżej 50 |         |
| Lepilemur tymerlachsoni           | lepilemur zwinny                                                                                      | lepilemurowate       | Madagaskar (wyspa Nosy Be) | |         |
| Lipotes vexillifer                | baji chiński, delfin chiński                                                                          | iniowate             | Chiny (rzeka Jangcy) | prawdopodobnie wymarły |         |
| Lophuromys eisentrauti            | szczoteczniczka lefońska                                                                              | myszowate            | zachodni Kamerun | |         |
| Macaca nigra                      | makak czubaty, czarny makak czubaty, czubaty pawian                                                   | koczkodanowate       | Indonezja (północno-zachodnia część wyspy Celebes, introdukowany na wyspach Bacan)                                                        | 104 000-106 000 |         |
| Macaca pagensis                   | makak brunatny                                                                                        | koczkodanowate       | Indonezja (wyspy Mentawai) | 2100-3700 |         |
| Manis culionensis                 | łuskowiec filipiński                                                                                  | łuskowcowate         | Filipiny (prowincja Palawan) | rzadki |         |
| Manis javanica                    | łuskowiec jawajski, pangolin jawajski, łuskowiec malajski, łuskowiec indochiński                      | łuskowcowate         | Azja Południowo-Wschodnia (z wyjątkiem Timoru Wschodniego i Filipin), w Chinach występowanie niepewne                                     | w większości obszarów występowania bardzo rzadki |         |
| Manis pentadactyla                | łuskowiec chiński, łuskowiec pięciopalczasty, pangolin chiński, pangolin pięciopalczasty              | łuskowcowate         | Bangladesz, Bhutan, Chiny, Hongkong, Indie, Laos, Mjanma, Nepal, Tajwan, Tajlandia, Wietnam                                               | w większości obszarów występowania bardzo rzadki |         |
| Marmosops handleyi                | oposulek reliktowy                                                                                    | dydelfowate          | Kolumbia (departament Antioquia) | gatunek poznany na podstawie dwóch osobników |         |
| Marmota vancouverensis            | świstak wyspowy, świstak z Vancouver                                                                  | wiewiórkowate        | Kanada (wyspa Vancouver) | 90 |         |
| Melanomys zunigae                 | ryżoszczurnik nadbrzeżny                                                                              | chomikowate          | Peru (pobliże miasta Lima) | ostatni raz zaobserwowany w 1949 r., możliwe wymarcie |         |
| Mesocapromys nanus                | skrytohutia karłowata                                                                                 | hutiowate            | Kuba (prowincja Matanzas) | poniżej 50, ostatni raz zaobserwowana w 1951 r., możliwe wymarcie |         |
| Mesocapromys sanfelipensis        | skrytohutia krótkoucha                                                                                | hutiowate            | Kuba (wyspa Cayos de San Felipe) | poniżej 100, ostatni raz zaobserwowana w 1978 r., możliwe wymarcie |         |
| Microcebus gerpi                  | mikrusek długoogonowy                                                                                 | lemurkowate          | wschodni Madagaskar | |         |
| Microcebus mamiratra              | mikrusek wyspowy                                                                                      | lemurkowate          | Madagaskar (wyspa Nosy Be) | rzadki |         |
| Microcebus marohita               | mikrusek ryżawy                                                                                       | lemurkowate          | wschodni Madagaskar | |         |
| Microtus bavaricus                | nornik bawarski                                                                                       | chomikowate          | Austria (pasmo górskie Rofan) | zaobserwowano poniżej 50 osobników |         |
| Mirimiri acrodonta                | małpionosek fidżyjski                                                                                 | rudawkowate          | Fidżi (wyspa Taveuni) | 200-1000 |         |
| Monodelphis unistriata            | monodelf jednopręgi                                                                                   | dydelfowate          | południowo-wschodnia Brazylia, północno-wschodnia Argentyna                                                                               | 2-10 |         |
| Muntiacus vuquangensis            | mundżak olbrzymi                                                                                      | jeleniowate          | Kambodża, Laos, Wietnam | |         |
| Murina balaensis                  | tubonos tajlandzki                                                                                    | mroczkowate          | południowa Tajlandia | niemożliwa do ustalenia ze względu na samotne występowanie gatunku oraz słabe poznanie go, prawdopodobnie bardzo mała                                                                     |         |
| Murina tenebrosa                  | tubonos mroczny                                                                                       | mroczkowate          | Japonia (wyspy Cuszima) | gatunek poznany na podstawie 1 osobnika, prawdopodobnie wymarły |         |
| Mustela lutreola                  | norka europejska                                                                                      | łasicowate           | Francja, Rumunia, Hiszpania, Ukraina, Rosja, reintrodukowana w Estonii                                                                    | 22 100 |         |
| Myosorex eisentrauti              | myszoryjek wyspowy                                                                                    | ryjówkowate          | Gwinea Równikowa (wyspa Bioko) | ostatni raz zaobserwowany w 1968 r. |         |
| Myotis hajastanicus               | nocek armeński                                                                                        | mroczkowate          | Armenia (pobrzeże jeziora Sewan) | ostatni raz zaobserwowany w latach 80. XX wieku, możliwe wymarcie |         |
| Myotis yanbarensis                | nocek okinawski                                                                                       | mroczkowate          | Japonia (wyspy Riukiu) | gatunek poznany na podstawie 9 osobników |         |
| Mystacina robusta                 | wąsonos większy                                                                                       | wąsonosowate         | południowa Nowa Zelandia | ostatni raz zaobserwowany w 1967 r., możliwe wymarcie |         |
| Nanger dama                       | gazelka płocha (dawniej mhor)                                                                         | wołowate             | Czad, Mali, Niger, w Algierii i Maroku możliwe wymarcie                                                                                   | 100-200 |         |
| Natalus jamaicensis               | lejkouch jamajski                                                                                     | lejkouchowate        | Jamajka (jaskinia St. Clair Cave) | 50 |         |
| Neotoma nelsoni                   | nowik stokowy                                                                                         | chomikowate          | Meksyk (wschodnie zbocza wulkanów Pico de Orizaba i Cofre de Perote)                                                                      | rzadki |         |
| Nilopegamys plumbeus              | nilak ziemnowodny                                                                                     | myszowate            | północno-zachodnia Etiopia | gatunek poznany na podstawie 1 osobnika, możliwe wymarcie |         |
| Nomascus concolor                 | gibon czarny                                                                                          | gibonowate           | południowo-zachodnie Chiny, północno-zachodni Laos, północny Wietnam                                                                      | 1300-2000 |         |
| Nomascus hainanus                 | gibboniec hajnański                                                                                   | gibonowate           | Chiny (wyspa Hajnan) | 15-20 |         |
| Nomascus leucogenys               | gibboniec białolicy                                                                                   | gibonowate           | Laos, Wietnam, w Chinach możliwe wymarcie                                                                                                 | brak danych na temat ogólnej llczby, największa populacja liczy 455 osobników |         |
| Nomascus nasutus                  | gibboniec reliktowy                                                                                   | gibonowate           | południowo-wschodnie Chiny, północno-wschodni Wietnam                                                                                     | 45-47 |         |
| Nycticebus javanicus              | kukang jawajski                                                                                       | lorisowate           | Indonezja (zachodnia część wyspy Jawa) | |         |
| Nyctophilus howensis              | nocolubek tajemniczy                                                                                  | mroczkowate          | Australia (wyspa Lord Howe) | gatunek poznany na podstawie 1 skamieniałości, możliwe wymarcie |         |
| Nyctophilus nebulosus             | nocolubek nowokaledoński                                                                              | mroczkowate          | Nowa Kaledonia (wyspa Nowa Kaledonia) | gatunek poznany na podstawie kilku osobników, możliwe wymarcie |         |
| Octodon pacificus                 | koszatniczka pacyficzna                                                                               | koszatniczkowate     | Chile (wyspa Mocha) | prawdopodobnie bardzo mała (ostatni raz zaobserwowana w 1994 r.) |         |
| Paragalago rondoensis             | galagonik malutki                                                                                     | galagowate           | Tanzania (7 lasów w nadbrzeżnej części kraju)                                                                                             | rzadki |         |
| Peromyscus bullatus               | myszak jałowcowy                                                                                      | chomikowate          | Meksyk (stan Veracruz) | gatunek poznany na podstawie 8 osobników, prawdopodobnie bardzo rzadki |         |
| Peromyscus caniceps               | myszak szarogłowy                                                                                     | chomikowate          | Meksyk (wyspa Monserrat) | gatunek trudny do zaobserwowania, prawdopodobnie rzadki |         |
| Peromyscus dickeyi                | myszak tortugański                                                                                    | chomikowate          | Meksyk (wyspa Tortuga) | stosunkowo częsty w swoim środowisku życia |         |
| Peromyscus guardia                | myszak zatokowy                                                                                       | chomikowate          | Meksyk (wyspa Isla Ángel de la Guarda i pobliskie, mniejsze wyspy)                                                                        | ostatni raz zaobserwowany w 1993 r., możliwe wymarcie |         |
| Peromyscus interparietalis        | myszak wyspowy                                                                                        | chomikowate          | Meksyk (wyspy Salsipuedes, Las Animas i San Lorenzo)                                                                                      | częsty w swoim środowisku życia |         |
| Peromyscus mayensis               | myszak malajski                                                                                       | chomikowate          | Gwatemala (departament Huehuetenango) | częsty w swoim środowisku życia |         |
| Peromyscus mekisturus             | myszak pustelniczy                                                                                    | chomikowate          | Meksyk (południowo-wschodnia część stanu Puebla)                                                                                          | poniżej 50, ostatni raz zaobserwowany 60 lat temu, możliwe wymarcie |         |
| Peromyscus pseudocrinitus         | myszak piaskowy                                                                                       | chomikowate          | Meksyk (wyspa Coronados) | w 1994 r. złapano 20 osobników podczas jednej nocy |         |
| Peromyscus slevini                | myszak kataliński                                                                                     | chomikowate          | Meksyk (wyspa Santa Catalina) | w 1995 r. złapano 15 osobników, a w 1998 r. 4 |         |
| Peromyscus stephani               | myszak pustynny                                                                                       | chomikowate          | Meksyk (wyspa San Esteban) | stosunkowo duża |         |
| Petaurus abidi                    | lotopałanka północna                                                                                  | lotopałankowate      | północno-zachodnia Papua-Nowa Gwinea | gatunek poznany na podstawie kilku obserwacji, w ciągu ostatnich 30 lat złapano tylko 7 osobników, prawdopodobnie rzadki                                                                  |         |
| Phalanger matanim                 | pałanka opalona                                                                                       | pałankowate          | wschodnia Papua-Nowa Gwinea | 40 |         |
| Pharotis imogene                  | kapturouszek papuaski                                                                                 | mroczkowate          | Papua-Nowa Gwinea | trudny do zaobserwowania, w 2012 r. zaobserwowany po raz pierwszy od 1890 r. |         |
| Phocoena sinus                    | morświn kalifornijski                                                                                 | morświnowate         | Meksyk (północna część Zatoki Kalifornijskiej)                                                                                            | 18 |         |
| Phyllomys mantiqueirensis         | liścioszczur stokowy                                                                                  | kolczakowate         | Brazylia (pasmo górskie Serra da Mantiqueira)                                                                                             | gatunek poznany na podstawie 1 osobnika |         |
| Phyllomys unicolor                | liścioszczur jednobarwny                                                                              | kolczakowate         | Brazylia (stan Bahia) | gatunek poznany na podstawie 1 osobnika |         |
| Phyllonycteris aphylla            | liściolot jamajski                                                                                    | liścionosowate       | wschodnia Jamajka | 250 |         |
| Piliocolobus epieni               | gerezanka nigerska                                                                                    | koczkodanowate       | Nigeria (delta Nigru) | kilkaset |         |
| Piliocolobus pennantii            | gerezanka równikowa                                                                                   | koczkodanowate       | Gwinea Równikowa (wyspa Bioko) | poniżej 1200 |         |
| Piliocolobus preussi              | gerezanka kameruńska                                                                                  | koczkodanowate       | Kamerun (Park Narodowy Korup), Nigeria (Park Narodowy Cross River)                                                                        | 3300-4600 |         |
| Piliocolobus rufomitratus         | gerezanka kenijska                                                                                    | koczkodanowate       | Kenia (pobrzeże rzeki Tana) | 1000 |         |
| Piliocolobus waldroni             | gerezanka samotna                                                                                     | koczkodanowate       | Wybrzeże Kości Słoniowej, Ghana | ostatni raz zaobserwowana w 1978 r., w latach 2000−2002 znaleziono fragmenty skóry osobnika i inne przesłanki świadczące o możliwości przeżycia niewielkiej populacji tego gatunku        |         |
| Plecturocebus caquetensis         | titi rudobrody                                                                                        | sakowate             | wschodnia Kolumbia | poniżej 250 |         |
| Plecturocebus oenanthe            | titi moczarowy                                                                                        | sakowate             | Peru | |         |
| Pongo abelii                      | orangutan sumatrzański                                                                                | człowiekowate        | Indonezja (północna część wyspy Sumatra)                                                                                                  | 9000 |         |
| Pongo pygmaeus                    | orangutan borneański                                                                                  | człowiekowate        | Indonezja, Malezja (wyspa Borneo), w Brunei występowanie niepewne                                                                         | 104 700 |         |
| Pongo tapanuliensis               | orangutan z Tapanuli                                                                                  | człowiekowate        | Indonezja (wyspa Sumatra) | poniżej 800 |         |
| Potorous gilbertii                | kanguroszczur reliktowy                                                                               | kanguroszczurowate   | południowo-zachodnia Australia | 49 |         |
| Presbytis chrysomelas             | langur sarawaski                                                                                      | koczkodanowate       | Brunei, Indonezja, Malezja (wyspa Borneo)                                                                                                 | 200-500 |         |
| Procyon pygmaeus                  | szop karłowaty                                                                                        | szopowate            | Meksyk (wyspa Cozumel) | 192 |         |
| Prolemur simus                    | prolemur szerokonosy                                                                                  | lemurowate           | wschodni i północno-wschodni Madagaskar                                                                                                   | ponad 500 |         |
| Propithecus candidus              | sifaka jedwabista                                                                                     | indrisowate          | północno-wschodni Madagaskar | poniżej 250 |         |
| Propithecus diadema               | sifaka diademowa                                                                                      | indrisowate          | wschodni i północno-wschodni Madagaskar                                                                                                   | rzadka |         |
| Propithecus perrieri              | sifaka czarna                                                                                         | indrisowate          | północny Madagaskar | poniżej 250 |         |
| Propithecus tattersalli           | sifaka złotogłowa                                                                                     | indrisowate          | północno-wschodni Madagaskar | 6 000-10 000 |         |
| Pseudocheirus occidentalis        | pseudopałanka zachodnia                                                                               | pseudopałankowate    | południowo-zachodnia Australia | 3400 |         |
| Pseudoryx nghetinhensis           | saola wietnamska                                                                                      | wołowate             | Laos, Wietnam (Góry Annamskie) | poniżej 750, prawdopodobnie poniżej 250 |         |
| Pteralopex flanneryi              | skrzydłolis samotny                                                                                   | rudawkowate          | Papua-Nowa Gwinea (prowincja Bougainville), Wyspy Salomona                                                                                | ostatni raz zaobserwowany w 2000 r. |         |
| Pteralopex pulchra                | skrzydłolis górski                                                                                    | rudawkowate          | Wyspy Salomona (wyspa Guadalcanal) | gatunek poznany na podstawie holotypu, możliwe wymarcie |         |
| Pteropus aruensis                 | rudawka aruańska                                                                                      | rudawkowate          | Indonezja (wyspy Aru) | poniżej 50, możliwe wymarcie |         |
| Pteropus livingstonii             | rudawka komorska                                                                                      | rudawkowate          | Komory (wyspy Anjouan i Mohéli) | 1300 |         |
| Pteropus tuberculatus             | rudawka eremicka                                                                                      | rudawkowate          | Wyspy Salomona (wyspa Vanikoro) | gatunek poznany na podstawie kilku osobników zaobserwowanych przed 1930 r., możliwe wymarcie                                                                                              |         |
| Pygathrix cinerea                 | duk szaronogi                                                                                         | koczkodanowate       | środkowy Wietnam | 550-700 |         |
| Reithrodontomys spectabilis       | ploniarka wyspowa                                                                                     | chomikowate          | Meksyk (wyspa Cozumel) | 152 |         |
| Rhinoceros sondaicus              | nosorożec jawajski                                                                                    | nosorożcowate        | Indonezja (Park Narodowy Ujung Kulon) | 40-60 |         |
| Rhinolophus hilli                 | podkowiec rwandyjski                                                                                  | podkowcowate         | Rwanda (Park Narodowy Lasu Nyungwe) | gatunek poznany na podstawie 2 osobników |         |
| Rhinopithecus avunculus           | rokselana zadartonosa                                                                                 | koczkodanowate       | północny Wietnam | 250 |         |
| Rhinopithecus strykeri            | rokselana białobroda                                                                                  | koczkodanowate       | północna Mjanma | 260-330 |         |
| Saguinus bicolor                  | tamaryna srokata, tamaryna dwubarwna, marykina                                                        | pazurkowcowate       | Brazylia (pobliże miasta Manaus) | 793 |         |
| Saguinus oedipus                  | tamaryna białoczuba                                                                                   | płaksowate           | północna Kolumbia | 6000 |         |
| Saiga tatarica                    | suhak stepowy (dawniej suhak)                                                                         | wołowate             | Kazachstan, Mongolia, Rosja, Uzbekistan, Turkmenistan                                                                                     | liczebność populacji zmniejszyła się gwałtownie z ok. 1 mln do mniej niż 50 tys., jednak od 2003 r. zaczęła wzrastać dzięki zwiększonej ochronie i wynosi od 164 600 do 165 600 osobników |         |
| Santamartamys rufodorsalis        | szybowniczek rudogrzbiety                                                                             | kolczakowate         | Kolumbia (masyw Sierra Nevada de Santa Marta), w Wenezueli występowanie niepewne                                                          | poniżej 50, w ciągu ostatnich 100 lat zaobserwowano jednego osobnika (w 2011 r.) |         |
| Sapajus flavius                   | kapucynka jasnowłosa                                                                                  | płaksowate           | wschodnia Brazylia | 180 |         |
| Sapajus xanthosternos             | kapucynka złotobrzucha                                                                                | płaksowate           | wschodnia Brazylia | 270 |         |
| Simias concolor                   | pagi mentawajski, pagi, nosacz mentawajski                                                            | koczkodanowate       | Indonezja (wyspy Mentawai) | 6 700-17 300 |         |
| Solomys ponceleti                 | salomonek olbrzymi                                                                                    | myszowate            | Papua-Nowa Gwinea (Wyspa Bougainville’a); Wyspy Salomona (wyspa Choiseul)                                                                 | rzadki |         |
| Sorex sclateri                    | ryjówka chmurna                                                                                       | ryjówkowate          | Meksyk (stan Chiapas) | |         |
| Sorex stizodon                    | ryjówka samotna                                                                                       | ryjówkowate          | Meksyk (stan Chiapas) | prawdopodobnie rzadka |         |
| Sousa teuszii                     | garbogrzbiet atlantycki, delfin garbogrzbiety, delfin zachodnioafrykańki, sotalia zachodnioafrykańska | delfinowate          | wody przybrzeżne i ujścia rzek zachodniej Afryki (od Sahary Zachodniej do Angoli)                                                         | 1500 |         |
| Spilocuscus rufoniger             | kuskus czarnoplamy                                                                                    | pałankowate          | Indonezja, Papua-Nowa Gwinea (północna część wyspy Nowa Gwinea)                                                                           | rzadki |         |
| Spilocuscus wilsoni               | kuskus niebieskooki                                                                                   | pałankowate          | Indonezja (wyspy Biak i Supiori) | rzadki, gatunek poznany na podstawie dwóch osobników muzealnych i zwierzęcia domowego |         |
| Sus cebifrons                     | świnia wisajska                                                                                       | świniowate           | Filipiny (region Zachodnie Visayas) | 300 |         |
| Sylvilagus mansuetus              | królak wyspowy                                                                                        | zającowate           | Meksyk (wyspa San José) | |         |
| Tarsius tumpara                   | wyrak wulkaniczny                                                                                     | wyrakowate           | Indonezja (wyspa Siau) | 1 358–12 470 |         |
| Tokudaia muenninki                | kolcoszczurek okinawski                                                                               | myszowate            | Japonia (północna część wyspy Okinawa) | w 2008 r. złapano osobnika po raz pierwszy od 1978 r. |         |
| Trachypithecus delacouri          | lutung białozady, langur Delacoura                                                                    | koczkodanowate       | północny Wietnam | 200-250 |         |
| Trachypithecus poliocephalus      | lutung jasnogłowy                                                                                     | koczkodanowate       | południowe Chiny, północny Wietnam | 764-864 |         |
| Tylomys bullaris                  | gałęziak napuszony                                                                                    | chomikowate          | Meksyk (stan Chiapas) | 10-50 |         |
| Tylomys tumbalensis               | gałęziak dżunglowy                                                                                    | chomikowate          | Meksyk (stan Chiapas) | gatunek poznany na podstawie 1 osobnika, w ciągu ostatnich 40 lat nie udało się go zaobserwować, możliwe wymarcie                                                                         |         |
| Tympanoctomys aureus              | wiskaczoszczurek złocisty                                                                             | koszatniczkowate     | Argentyna (prowincja Catamarca) | |         |
| Tympanoctomys loschalchalerosorum | salinoszczurek argentyński                                                                            | koszatniczkowate     | Argentyna (prowincja La Rioja) | podczas ekspedycji badawczych do miejsca występowania gatunku nie zaobserwowano żadnego osobnika                                                                                          |         |
| Uromys boeadii                    | szczurowiec mały                                                                                      | myszowate            | Indonezja (wyspa Biak) | gatunek poznany na podstawie 1 osobnika |         |
| Uromys emmae                      | szczurowiec samotny                                                                                   | myszowate            | Indonezja (wyspa Owi) | gatunek poznany na podstawie holotypu, możliwe wymarcie |         |
| Uromys imperator                  | szczurowiec cesarski                                                                                  | myszowate            | Wyspy Salomona (wyspa Guadalcanal) | gatunek poznany na podstawie trzech osobników, możliwe wymarcie |         |
| Uromys porculus                   | szczurowiec żarłoczny                                                                                 | myszowate            | Wyspy Salomona (wyspa Guadalcanal) | gatunek poznany na podstawie holotypu, możliwe wymarcie |         |
| Uromys vika                       | | myszowate            | Wyspy Salomona (wyspa Vangunu) | gatunek poznany na podstawie holotypu |         |
| Varecia rubra                     | wari rudy                                                                                             | lemurowate           | Madagaskar (Park Narodowy Masoala) | 590 |         |
| Varecia variegata                 | wari czarno-biały                                                                                     | lemurowate           | wschodni Madagaskar | 1 000-10 000 |         |
| Viverra civettina                 | wiwera malabarska, cyweta malabarska                                                                  | wiwerowate           | Indie (pasmo górskie Ghaty Zachodnie) | 249 |         |
| Zaglossus attenboroughi           | prakolczatka górska                                                                                   | ryjówkowate          | Indonezja (północna część wyspy Nowa Gwinea)                                                                                              | gatunek poznany na podstawie jednego osobnika w 1961 r., od tego czasu nie został zaobserwowany żaden osobnik, znaleziono jednak nory świadczące o przetrwaniu gatunku                    |         |
| Zaglossus bruijnii                | prakolczatka nowogwinejska                                                                            | kolczatkowate        | Indonezja (półwysep Ptasia Głowa i wyspa Salawati), w Australii możliwe wymarcie                                                          | ostatni raz zaobserwowana w latach 80. XX wieku |         |
| Zyzomys palatalis                 | skałoskakun piarżyskowy                                                                               | myszowate            | Australia (pobrzeże Zatoki Karpentaria)                                                                                                   | 1000 |         |
| Zyzomys pedunculatus              | skałoskakun gruboogonowy                                                                              | myszowate            | Australia (zachodnie Góry MacDonnella) | 800 |         |